# 莱普雷
莱普雷（法語：Les Prés，法語發音：[le pʁe]）是法国德龙省的一个市镇，属于迪镇区。

## 地理
莱普雷（44°31'39"N, 5°34'45"E）面积16.6 平方千米，位于法国奥弗涅-罗讷-阿尔卑斯大区德龙省，该省份为法国东南部内陆省份，北起顺时针与伊泽尔省、上阿尔卑斯省、上普罗旺斯阿尔卑斯省、沃克吕兹省和阿尔代什省接壤。
与莱普雷接壤的市镇（或旧市镇、城区）包括：拉博姆、拉巴蒂德丰、博里耶尔、瓦尔德龙。

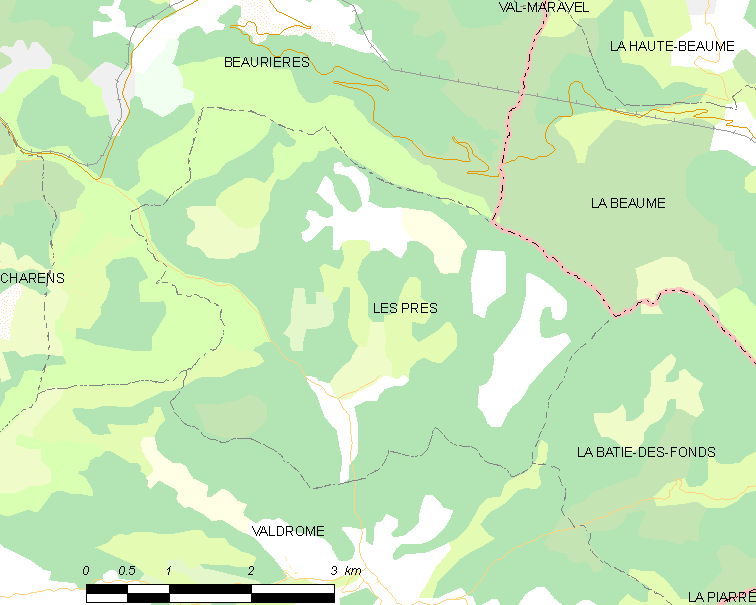
莱普雷的OSM定位图

莱普雷的时区为UTC+01:00、UTC+02:00（夏令时）。

## 行政
莱普雷的邮政编码为26310，INSEE市镇编码为26255。

## 政治
莱普雷所属的省级选区为迪瓦县。

## 人口

1962-2008年间莱普雷人口变化图示

莱普雷于2022年1月1日时的人口数量为28人。